# (15911) Davidgauthier
(15911) Davidgauthier est un astéroïde de la ceinture principale.

## Description
(15911) Davidgauthier est un astéroïde de la ceinture principale. Il fut découvert le 4 octobre 1997 à Kitt Peak par le projet Spacewatch. Il présente une orbite caractérisée par un demi-grand axe de 2,43 UA, une excentricité de 0,21 et une inclinaison de 2,1° par rapport à l'écliptique.

## Compléments